# Матч претендентов по международным шашкам 1989
Матч претендентов между Анатолием Гантваргом (СССР) и Тоном Сейбрандсом (Нидерланды) проходил с 12 по 19 сентября 1989 года в Девентере (Нидерланды). Сейбрандс победил в матче и завоевал право на матч за звание чемпиона мира с Алексеем Чижовым, который состоялся в следующем году.

## Предыстория
В чемпионате мира 1988 года в Парамарибо из-за болезни не участвовал победитель предыдущего чемпионата Александр Дыбман, но зато принял участие экс-чемпион мира Тон Сейбрандс, длительное время отказывавшийся от борьбы за шашечную корону. Победил в чемпионате и стал чемпионом мира российский гроссмейстер Алексей Чижов. По условиям чемпионата игрок, занявший второе место, получал право вызвать победителя на матч за звание чемпиона мира. При дележе второго места между игроками, его разделившими, предусматривалось провести дополнительное соревнование. В итоге второе место разделили Анатолий Гантварг и Тон Сейбрандс, и между ними был назначен матч из шести партий. При этом Гантварг по регламенту чемпионата должен был получить в этом матче преимущество при его ничейном окончании. У него и Сейбрандса был равный коэффициент Бергера, но Гантварг выиграл партию у Аутара, чей коэффициент на очко был выше, чем у ван Алтена, проигравшего партию Сейбрандсу. Сейбрандс, всегда негативно относившийся к коэффициенту Бергера, заявил, что не будет играть матч на таких условиях, и был поддержан нидерландской федерацией шашек. Гантварг для спасения матча согласился отказаться от своего преимущества, и после продолжительной дискуссии с этим решением согласилась Федерация шашек СССР. Анатолий Гантварг так объясняет мотивы своего решения:
Только потому, что у нас были дружеские отношения, я в 1989 году принял очень тяжёлое для себя решение играть на равных матч с Сейбрандсом за право играть с Чижовым... Ведший со мной переговоры от КНДБ Палмер сообщил, что если я откажусь, то Сейбрандс больше не будет играть. Решил не приз, он был мал для такого матча (50% сдавалось в спорткомитет), а только дружеские отношения и огромное уважение к игре Сейбрандса.
А заместитель председателя Госкомспорта Латвийской ССР Игорь Володкевич в интервью журналу «Шашки» так описывал ход полемики, возникшей по этому вопросу в советской федерации:
К моему удивлению, нашлись и противники. Аргументы у них были разные. Кто-то говорил, что, если мы не согласимся, матч не состоится, за высший титул будут бороться Чижов и Гантварг, значит, чемпион неизбежно наш, никакого риска. Кто-то отстаивал регламент, не допуская отклонений. Кто-то вообще сомневался в целесообразности уступок. Разумеется, я не претендую на истину в последней инстанции, каждый имеет право на свое мнение. Но, на мой взгляд, для того, кто по-настоящему любит шашки, эти аргументы никогда не перевесят другого: ведь матч двух замечательных гроссмейстеров Гантварга и Сейбрандса — сам по себе огромное событие для шашечного мира, значительный спортивный и творческий факт для популяризации шашечного спорта, для укрепления позиций Всемирной федерации, для сближения спортсменов, федераций Советского Союза и Голландии. И большинство это поняло.
Интересно, что 1991 году в аналогичной ситуации, когда шли переговоры о претендентском матче между Сейбрандсом и Гунтисом Валнерисом, Валнерис не пошёл на отказ от положенного ему преимущества, и Сейбрандс в итоге матч играть не стал.
Новые согласованные условия матча предусматривали шесть партий с классическим контролем времени. Если они не выявляли победителя, то соперники должны были играть до первой победы, но не больше шести партий. Если дополнительные шесть партий заканчивались вничью, судьбу матча должен был решить жребий.
Матч по положению ФМЖД должен был состояться до конца апреля 1989 года, но к этому времени не удалось обеспечить его финансирование, и матч оказался под угрозой срыва. За поиск средств взялся голландский шахматный гроссмейстер Ханс Рее, который провёл переговоры с директором Международной ассоциации гроссмейстеров Бесселом Коком. Результатом переговоров стало создание фонда, названного «Тон Сейбрандс на пути к званию чемпиона мира». Необходимые средства были собраны, и 19 июня 1989 года появилось первое сообщение о том, что открытие матча состоится 11 сентября этого же года. Большинство членов оргкомитета матча составили шахматисты, которые были не знакомы с шашечным календарём. В результате сроки проведения матча наложились на заранее объявленные сроки проведения Мемориала Андрейко в Риге, который пришлось перенести на октябрь.
Сейбрандс после чемпионата мира 1988 года в ходе подготовки к матчу отказался от всех предложений выступить в официальных соревнованиях. Гантварг, напротив, решил принять участие в чемпионате СССР, четырёх турнирах и ещё в командных соревнованиях.

## Ход борьбы
Главным арбитром матча был назначен Раймон Пикар. Секундантом Гантварга был гроссмейстер Александр Балякин, секундантом Сейбрандса — Йохан Крайенбринк. Матч проходил в девенторском театре. Для зрителей партии комментировали гроссмейстеры Могилянский и Схолма.
В первых двух партиях Сейбрандсу удалось получить значительный перевес, но Гантварг упорной защитой добился в обоих случаях ничьи. Третья партия после взаимных ошибок закончилась победой Сейбрандса. Попытки Гантварга переломить ход борьбы в следующих партиях были безуспешны. Матч закончился со счётом +1 −0 =5 в пользу Сейбрандса.

## Итоги
| Имя               | 1 | 2 | 3 | 4 | 5 | 6 | очки |
| ----------------- | - | - | - | - | - | - | ---- |
| Анатолий Гантварг | 1 | 1 | 0 | 1 | 1 | 1 | 5    |
| Тон Сейбрандс     | 1 | 1 | 2 | 1 | 1 | 1 | 7    |